# Gran Premio di superbike di Imola 2013
Il Gran Premio di Superbike di Imola 2013 è stata la settima prova su quattordici del campionato mondiale Superbike 2013, è stato disputato il 30 giugno sull'Autodromo Enzo e Dino Ferrari e in gara 1 ha visto la vittoria di Tom Sykes davanti a Davide Giugliano e Eugene Laverty, lo stesso pilota si è ripetuto anche in gara 2, davanti a Jonathan Rea e Sylvain Guintoli.
La vittoria nella gara valevole per il campionato mondiale Supersport 2013, disputata in due parti, è stata ottenuta da Kenan Sofuoğlu.

## Risultati

### Gara 1

#### Arrivati al traguardo[4]
| Pos. | Nº | Pilota            | Squadra              | Motocicletta           | Giri | Tempo     | Griglia | Punti |
| ---- | -- | ----------------- | -------------------- | ---------------------- | ---- | --------- | ------- | ----- |
| 1º   | 66 | Tom Sykes         | Kawasaki Racing      | Kawasaki ZX-10R        | 21   | 37:52.860 | 1º      | 25    |
| 2º   | 34 | Davide Giugliano  | Althea Racing        | Aprilia RSV4 Factory   | 21   | +0:07.198 | 3º      | 20    |
| 3º   | 58 | Eugene Laverty    | Aprilia Racing       | Aprilia RSV4 Factory   | 21   | +0:09.484 | 5º      | 16    |
| 4º   | 33 | Marco Melandri    | BMW Motorrad GoldBet | BMW S1000 RR           | 21   | +0:10.323 | 7º      | 13    |
| 5º   | 84 | Michel Fabrizio   | Red Devils Roma      | Aprilia RSV4 Factory   | 21   | +0:18.697 | 12º     | 11    |
| 6º   | 19 | Chaz Davies       | BMW Motorrad GoldBet | BMW S1000 RR           | 21   | +0:19.531 | 10º     | 10    |
| 7º   | 2  | Leon Camier       | Fixi Crescent Suzuki | Suzuki GSX-R1000       | 21   | +0:22.412 | 6º      | 9     |
| 8º   | 86 | Ayrton Badovini   | Ducati Alstare       | Ducati 1199 Panigale R | 21   | +0:29.142 | 8º      | 8     |
| 9º   | 76 | Loris Baz         | Kawasaki Racing      | Kawasaki ZX-10R        | 21   | +0:36.828 | 9º      | 7     |
| 10º  | 91 | Leon Haslam       | Pata Honda           | Honda CBR1000RR        | 21   | +0:37.507 | 11º     | 6     |
| 11º  | 7  | Carlos Checa      | Ducati Alstare       | Ducati 1199 Panigale R | 21   | +0:39.239 | 13º     | 5     |
| 12º  | 27 | Max Neukirchner   | MR-Racing            | Ducati 1199 Panigale R | 21   | +0:43.334 | 15º     | 4     |
| 13º  | 23 | Federico Sandi    | Team Pedercini       | Kawasaki ZX-10R        | 21   | +1:12.069 | 16º     | 3     |
| 14º  | 31 | Vittorio Iannuzzo | Grillini Dentalmatic | BMW S1000 RR           | 21   | +1:30.685 | 17º     | 2     |
| 15º  | 41 | Noriyuki Haga     | Grillini Dentalmatic | BMW S1000 RR           | 21   | +1:30.773 | 18º     | 1     |

#### Ritirati
| Nº | Pilota           | Squadra              | Motocicletta         | Giri | Griglia |
| -- | ---------------- | -------------------- | -------------------- | ---- | ------- |
| 65 | Jonathan Rea     | Pata Honda           | Honda CBR1000RR      | 18   | 2º      |
| 16 | Jules Cluzel     | Fixi Crescent Suzuki | Suzuki GSX-R1000     | 13   | 14º     |
| 50 | Sylvain Guintoli | Aprilia Racing       | Aprilia RSV4 Factory | 5    | 4º      |

### Gara 2

#### Arrivati al traguardo[5]
| Pos. | Nº | Pilota           | Squadra              | Motocicletta           | Giri | Tempo     | Griglia | Punti |
| ---- | -- | ---------------- | -------------------- | ---------------------- | ---- | --------- | ------- | ----- |
| 1º   | 66 | Tom Sykes        | Kawasaki Racing      | Kawasaki ZX-10R        | 21   | 37:51.947 | 1º      | 25    |
| 2º   | 65 | Jonathan Rea     | Pata Honda           | Honda CBR1000RR        | 21   | +0:05.032 | 2º      | 20    |
| 3º   | 50 | Sylvain Guintoli | Aprilia Racing       | Aprilia RSV4 Factory   | 21   | +0:10.201 | 4º      | 16    |
| 4º   | 33 | Marco Melandri   | BMW Motorrad GoldBet | BMW S1000 RR           | 21   | +0:13.120 | 7º      | 13    |
| 5º   | 19 | Chaz Davies      | BMW Motorrad GoldBet | BMW S1000 RR           | 21   | +0:13.630 | 10º     | 11    |
| 6º   | 76 | Loris Baz        | Kawasaki Racing      | Kawasaki ZX-10R        | 21   | +0:23.949 | 9º      | 10    |
| 7º   | 2  | Leon Camier      | Fixi Crescent Suzuki | Suzuki GSX-R1000       | 21   | +0:25.420 | 6º      | 9     |
| 8º   | 84 | Michel Fabrizio  | Red Devils Roma      | Aprilia RSV4 Factory   | 21   | +0:36.511 | 12º     | 8     |
| 9º   | 91 | Leon Haslam      | Pata Honda           | Honda CBR1000RR        | 21   | +0:40.184 | 11º     | 7     |
| 10º  | 86 | Ayrton Badovini  | Ducati Alstare       | Ducati 1199 Panigale R | 21   | +0:41.100 | 8º      | 6     |
| 11º  | 16 | Jules Cluzel     | Fixi Crescent Suzuki | Suzuki GSX-R1000       | 21   | +0:47.888 | 14º     | 5     |
| 12º  | 7  | Carlos Checa     | Ducati Alstare       | Ducati 1199 Panigale R | 21   | +0:52.182 | 13º     | 4     |
| 13º  | 27 | Max Neukirchner  | MR-Racing            | Ducati 1199 Panigale R | 21   | +0:56.352 | 15º     | 3     |
| 14º  | 23 | Federico Sandi   | Team Pedercini       | Kawasaki ZX-10R        | 21   | +1:15.992 | 16º     | 2     |
| 15º  | 41 | Noriyuki Haga    | Grillini Dentalmatic | BMW S1000 RR           | 21   | +1:25.210 | 18º     | 1     |

#### Ritirati
| Nº | Pilota            | Squadra              | Motocicletta         | Giri | Griglia |
| -- | ----------------- | -------------------- | -------------------- | ---- | ------- |
| 58 | Eugene Laverty    | Aprilia Racing       | Aprilia RSV4 Factory | 4    | 5º      |
| 34 | Davide Giugliano  | Althea Racing        | Aprilia RSV4 Factory | 2    | 3º      |
| 31 | Vittorio Iannuzzo | Grillini Dentalmatic | BMW S1000 RR         | 2    | 17º     |

### Supersport

#### Arrivati al traguardo
| Pos. | Nº | Pilota               | Squadra                       | Motocicletta     | Giri | Tempo     | Griglia | Punti |
| ---- | -- | -------------------- | ----------------------------- | ---------------- | ---- | --------- | ------- | ----- |
| 1º   | 54 | Kenan Sofuoğlu       | MAHI Racing Team India        | Kawasaki ZX-6R   | 14   | 26'11.297 | 2º      | 25    |
| 2º   | 11 | Sam Lowes            | Yakhnich Motorsport           | Yamaha YZF R6    | 14   | +3.957    | 1º      | 20    |
| 3º   | 65 | Vladimir Leonov      | Yakhnich Motorsport           | Yamaha YZF R6    | 14   | +4.409    | 3º      | 16    |
| 4º   | 26 | Lorenzo Zanetti      | Pata Honda                    | Honda CBR600RR   | 14   | +6.435    | 5º      | 13    |
| 5º   | 60 | Michael van der Mark | Pata Honda                    | Honda CBR600RR   | 14   | +9.967    | 10º     | 11    |
| 6º   | 9  | Luca Scassa          | Kawasaki Intermoto Ponyexpres | Kawasaki ZX-6R   | 14   | +13.437   | 6º      | 10    |
| 7º   | 8  | Andrea Antonelli     | Team Goeleven                 | Kawasaki ZX-6R   | 14   | +14.112   | 8º      | 9     |
| 8º   | 19 | Florian Marino       | Kawasaki Intermoto Ponyexpres | Kawasaki ZX-6R   | 14   | +28.194   | 12º     | 8     |
| 9º   | 25 | Alex Baldolini       | Suriano Racing                | Suzuki GSX-R600  | 14   | +29.018   | 15º     | 7     |
| 10º  | 32 | Sheridan Morais      | PTR Honda                     | Honda CBR600RR   | 14   | +29.137   | 9º      | 6     |
| 11º  | 5  | Raffaele De Rosa     | Team Lorini                   | Honda CBR600RR   | 14   | +29.592   | 13º     | 5     |
| 12º  | 99 | Fabien Foret         | MAHI Racing Team India        | Kawasaki ZX-6R   | 14   | +29.763   | 11º     | 4     |
| 13º  | 4  | Jack Kennedy         | Rivamoto                      | Honda CBR600RR   | 14   | +29.957   | 22º     | 3     |
| 14º  | 47 | Roberto Rolfo        | ParkinGo MV Agusta Corse      | MV Agusta F3 675 | 14   | +30.831   | 23º     | 2     |
| 15º  | 61 | Fabio Menghi         | VFT Racing                    | Yamaha YZF R6    | 14   | +39.902   | 17º     | 1     |
| 16º  | 34 | Balázs Németh        | Complus SMS Racing            | Honda CBR600RR   | 14   | +49.432   | 29º     |       |
| 17º  | 10 | Imre Tóth            | Racing Team Toth              | Honda CBR600RR   | 14   | +58.132   | 26º     |       |
| 18º  | 55 | Massimo Roccoli      | Pata by Martini               | Yamaha YZF R6    | 14   | +59.528   | 19º     |       |
| 19º  | 35 | Mitchell Carr        | AARK Racing                   | Triumph 675 R    | 14   | +1'00.754 | 33º     |       |
| 20º  | 59 | Alex Schacht         | Racing Team Toth              | Honda CBR600RR   | 14   | +1'01.082 | 31º     |       |
| 21º  | 7  | Nacho Calero         | Honda PTR                     | Honda CBR600RR   | 14   | +1'01.334 | 30º     |       |
| 22º  | 33 | Yves Polzer          | MRC Austria                   | Honda CBR600RR   | 14   | +1'22.272 | 35º     |       |
| 23º  | 24 | Eduard Blokhin       | Rivamoto                      | Honda CBR600RR   | 13   | +1 giro   | 36º     |       |

#### Ritirati
| Nº | Pilota              | Squadra                  | Motocicletta    | Giri | Griglia |
| -- | ------------------- | ------------------------ | --------------- | ---- | ------- |
| 88 | Kevin Coghlan       | Kawasaki DMC-Lorenzini   | Kawasaki ZX-6R  | 9    | 7º      |
| 84 | Riccardo Russo      | Puccetti Racing Kawasaki | Kawasaki ZX-6R  | 8    | 4º      |
| 37 | David Linortner     | Honda PTR                | Honda CBR600RR  | 7    | 24º     |
| 20 | Mathew Scholtz      | Suriano Racing           | Suzuki GSX-R600 | 5    | 16º     |
| 22 | Fabrizio Lai        | Speedy Bike              | Honda CBR600RR  | 3    | 27º     |
| 81 | Christopher Moretti | Bike Service             | Yamaha YZF R6   | 1    | 32º     |